# Hollanda
Hollanda is een geslacht van uitgestorven vogels. Het kwam van ongeveer 75 tot 72 miljoen jaar geleden voor in het Laat-Krijt van het huidige Mongolië. De typesoort Hollanda luceria werd benoemd in 2010 door een onderzoeksgroep rond Alyssa Bell.
Resten van het dier werden voor het eerst opgegraven door een expeditie in 1997 van het Hayashibara Museum of Natural Science en de Mongolian Academy of Science-Mongolian Paleontological Center in het zuiden van de Gobiwoestijn. In 2008 werd de vondst in de literatuur gemeld. Het geslacht werd vernoemd naar het gezin van Janice en Charles Holland, die Bells onderzoek vanuit het Dinosaur Institute of the Natural History Museum of Los Angeles County sponsorde. De soortaanduiding luceria verwijst naar de Amerikaanse punk-/countryband Lucero en moet meteen gelezen worden als 'de schijnende'.
Het holotype MPC-b100/202 is gevonden in de Baroen Gojot-formatie die dateert uit het Laat-Campanien. Het bestaat uit een onderste rechterscheenbeen met voet, waaronder de bovenkant van het eerste kootje van de tweede teen en het eerste, tweede en bovenkant van het derde kootje van de derde teen. De paratypen zijn MPC-b100/203: de onderkant van een dijbeen; MPC-b100/204 en MPC-b100/205: beide bovenkanten van een scheenbeen; en MPC-b100/206 en MPC-b100/207: beide kuitbeenderen. De beenderen behoren vermoedelijk alle tot één individu. Botonderzoek wees uit dat groeilijnen aanwezig waren en dat het wellicht ging om een jongvolwassen dier dat nog niet volgroeid was. De specimina maken deel uit van de collectie van het Mongolian Paleontological Center in Oelan Bator.
Hollanda luceria is een vrij kleine soort met een heuphoogte van zo'n dertig centimeter. De middenvoet, het enige element waarvan de lengte bewaard is gebleven, is ongeveer elf centimeter lang. Hollanda onderscheidt zich door zeer langwerpige achterpoten, een extreem gereduceerd vierde middenvoetsbeen en een vreemde articulatie tussen bovenbeen en onderbeen waarbij het dijbeen scharniert op een hoog uitsteeksel aan de buitenkant van de tibiotarsus. De laatste eigenschappen worden gedeeld met de Enantiornithes. De middenvoetsbeenderen zijn onderaan niet versmolten; het bovenste aderkanaal ontbreekt in de middenvoet.
Hollanda werd door de beschrijvers basaal in de Ornithuromorpha geplaatst, meer afgeleid dan Patagopteryx. Later analyses wezen op een positie lager in de stamboom, basaler in de Ornithothoraces.
De vogelsoort had voor die tijd lange achterpoten. Uit een vergelijking van de proporties van de achterpoot met die van moderne vogels leidden de beschrijvers af dat Hollanda een rennende bodembewoner was die op de grond nestelde. Hij jaagde vermoedelijk op de grond zoals moderne renkoekoeken. Op zijn menu stonden mogelijk kleine zoogdieren, hagedissen en insecten. Hij leefde waarschijnlijk tussen basalere dinosauriërs zoals Protoceratops en Velociraptor, zoogdieren, hagedissen en andere vogels zoals Teviornis en Gobipteryx.